# الفلوس والوحوش (فلم)
الفلوس والوحوش هو فيلم مصري بطولة مديحة كامل - محمد صبحي - أبو بكر عزت - نجوى فؤاد - أحمد راتب - إجلال زكي - علي عزب - نعيمة الصغير قصة وسيناريو وحوار أبو أسامة إسماعيل إخراج أحمد السبعاوي
إنتاج سنة 1988.

## وصلات خارجية
- مقالات تستعمل روابط فنية بلا صلة مع ويكي بيانات
- الفلوس والوحوش في قاعدة بيانات الأفلام العربية